# Madelyne Pryor
Madelyne "Maddie" Jennifer Pryor-Summers es un personaje ficticio que aparece en los cómics estadounidenses publicados por Marvel Comics, principalmente aparece de vez en cuando como una antagonista de los X-Men. Originalmente el interés amoroso y la primera esposa del líder X-Men, Cíclope (Scott Summers), se convirtió en un miembro de larga data del elenco de apoyo X-Men, hasta una serie de traumas: ser abandonada por su marido, perder a su hijo pequeño, y descubrir que ella era una clon de Jean Grey, finalmente la llevó a ser manipulada para convertirse en una supervillana. Ella y Cíclope son los padres de Nathan Summers (Cable).
Su biografía se ha vuelto particularmente complicada debido a los muchos retcons involucrados en la historia de publicación de su personaje y el de Jean Grey.

## Historia

### Creación
El malvado genétista conocido como Mr. Siniestro, descubrió muchos años atrás la pureza del ADN de la familia Summers. Siniestro estuvo manipulando la vida del joven Scott Summers (Cíclope) desde su infancia. Siniestro sabía que un descendiente de Summers sería uno de los guerreros más poderosos de la historia, y que incluso, el mismísimo Apocalipsis temía su llegada. Cuando Scott se unió a los X-Men y se convirtió en Cíclope, conoció a la joven Jean Grey y se enamoró de ella. Siniestro descubrió que el ADN de Jean también era muy especial, y que mezclado con el de Summers, engendrarían al mutante más poderoso. Para asegurarse de que Summers y Grey tuvieran descendencia, Siniestro logró reunir muestras genéticas de Grey. Su acción fue muy oportuna, considerando que tiempo después, Grey aparentemente moriría en la batalla contra Fénix Oscura. Siniestro entonces, utilizó el material genético de Jean para clonarla. Una vez que tuvo al clon, Siniestro le realizó algunas pequeñas alteraciones para que no fuera exactamente idéntica a Jean, y evitar levantar sospechas. Con la supuesta muerte de Grey, Cíclope abandonó a los X-Men.

### Romance y boda con Cíclope
Siniestro le consiguió a su creación, la identidad civil de Madelyne Jennifer Pryor, y le consiguió empleo como piloto en Alaska. Lo que Siniestro no sabía, era que la parte de la esencia de Jean Grey que había perdido al "morir" Fénix Oscura, terminó refugiándose en Madelyne al ser esta lo más parecído a Jean que encontró en la Tierra. En Alaska, Madelyne comenzó a trabajar para los abuelos de Cíclope, Phillip y Deborah Summers. Al dejar a los X-Men, Cíclope visitó a sus abuelos, y en una reunión familiar, conoció a Madelyne. Su enorme (y misterioso) parecído físico con Jean Grey, hizo que Cíclope de inmediato se enamorara de ella, y ambos comenzaron una relación (tal como Siniestro esperaba). Lo curioso es que Madelyne afirmaba ser la única sobreviviente de un accidente aéreo, ocurrido el mismo día de la "muerte" de Grey en la Luna, lo cual comenzó a levantar sospechas. Además, el Profesor X era incapaz de leer su mente. La situación se aclaró cuando Madelyne se transformó en Fénix Oscura, lo cual finalmente resultó ser una ilusión del villano Mente Maestra. Con esto, quedó claro que ella y Jean no eran la misma persona. Poco después, ambos se casaron.

### Anodyne
Poco después, Madelyne fue víctima de las manipulaciones del perverso supervillano Loki, quién dotó a Madelyne de poderes, convirtiéndola en la curandera "Anodyne", la cual fue capaz de ayudar a Cíclope a controlar sus rayos ópticos. Pero poco después, se descubrió que las intenciones de Loki eran oscuras, y el villano fue derrotado por la unión de varios superhéroes. Al caer Loki, Madelyne volvió a la normalidad, revelándole a Cíclope que estaba esperando un hijo de él.

### Abandono
Madelyne dio a luz a un niño (Nathan Christopher Charles Summers) sola, en la Mansión X. Cuando los X-Men regresaron, los demás parecían más interesados en el bebé que Scott.
Aunque Scott trató de vivir una vida familiar normal en Alaska, no estaba contento. A menudo, pensaba obsesivamente en Jean Grey y su vida con los X-Men. Madelyne hizo todo lo posible para hacer feliz a Scott, pero sus esfuerzos parecían en vano. Finalmente Scott recibió una llamada de su excompañero de equipo, Arcángel, donde le informaba que Jean Grey había sido milagrosamente encontrada con vida. Sin explicarle, Scott dejó Madelyne y su hijo para reunirse con su amor perdido. Furiosa, Madelyne le pidió no volver. Scott la dejó y formó X-Factor con sus viejos amigos del equipo original de X-Men (incluyendo a Jean Grey). Poco después, Madelyne y el pequeño Nathan Christopher fueron atacados por los Merodeadores de Mr. Siniestro (quien ya no la necesitaba para nada). El niño fue secuestrado y Madelyne hospitalizada. Sola, Madelyne llamó a los X-Men en busca de ayuda. Los X-Men la auxiliaron en otro ataque de los Merodeadores. Al no poder encontrar a su hijo, ella se quedó con los X-Men, que sacrificaron sus vidas para detener al demonio Adversario. Madelyne grabó un mensaje para Cíclope, pidiendo que encontrara a su hijo. Aunque el mundo pensó que los X-Men estaban muertos, Madelyne y los X-Men fueron resucitados por Roma, la guardiana del Omniverso y comenzaron una nueva vida en secreto en una abandonada base de los Reavers en Australia. Madelyne se convirtió en el apoyo técnico del equipo. Durante este tiempo, Madelyne y su cuñado Alex Summers (Kaos), comenzaron a tener acercamientos íntimos.

### "Infierno" y Goblin Queen
Madelyne se enteró de que Jean Grey estaba viva y con Cíclope. Ante la evidencia de la traición de Scott, Madelyne golpeó la pantalla del monitor del ordenador, rompiéndolo y causando una retroalimentación eléctrica que la dejó inconsciente. El demonio S'ym, originario del Limbo, invadió la mente de Madelyne durante su estado de inconsciencia, y le ofreció el poder para hacer daño a Cíclope, tal como él la había lastimado. Impotente y confundida, aceptó la oferta. Así comenzó su transformación en la Goblin Queen (Reina Duende).
Madelyne mantuvo la existencia de los originales X-Men como X-Factor y de la "resucitada" Jean Grey en secreto a los X-Men. Más tarde, fue capturado accidentalmente por los Genoshanos y llevado por la fuerza a su isla-nación. Madelyne fue sometida a tortura psíquica destinada a su transformación en una esclava dócil que sirviera al Estado. Madelyne instintivamente, arremetió con algunas habilidades subconscientes de gran alcance que causaron la muerte de sus torturadores, pero el daño ya estaba hecho: el proceso la privó de todos sus instintos maternales. Poco después de ser rescatada por los X-Men, Madelyne hizo un pacto con el demonio, N'astirh para encontrar a su hijo desaparecido. Con sus latentes poderes telequinéticos y telepáticos totalmente activados, Madelyne completó su transformación en la Goblin Queen, lo que desató el "Infierno".
N'astirh llevó a Madelyne al orfanato en Nebraska donde Cíclope se crio, que era en realidad un laboratorio de genética. Allí, Siniestro se reveló a sí mismo como su "padre" y comenzó a contarle todo acerca de su creación y propósito. Esas revelaciones, y que toda su existencia no era más que una "copia" de su odiada rival, Jean Grey, enloqueció a Madelyne. N'astirh regresó con su hijo, con la intención de sacrificarlo para abrir las puertas del Limbo y garantizar una presencia permanente demoníaca en la Tierra. En un último intento de herir a su marido y su "padre", Madelyne estaba dispuesta a la destrucción de su hijo Nathan Christopher.
Al regresar a Nueva York, donde el "Infierno" y la invasión demoníaca ya estaba en pleno apogeo, se enfrentó a los X-Men, Cíclope, Jean y el resto de X-Factor. Madelyne convenció a Kaos de unirse a ella como su "Príncipe Duende". Incluso, volvió a los padres de Jean Grey en demonios y los envió a atacar a su propia hija: Jean enfrentó el dilema de defenderse sin hacerles daño.
Los X-Men y X-Factor finalmente derrotaron a N'astirh, pero Madelyne, decidida a destruir a su rival, se encerró con Jean Grey, y Nathan Christopher en una burbuja telequinética. Los héroes rompieron la burbuja y Cíclope rescató a su hijo. Madelyne se suicidó en un intento de llevarse a Jean telepáticamente con ella. La Fuerza Fénix apareció ante Jean y le devolvió la parte de su esencia que poseía Madelyne. Los equipos luego regresaron a las ruinas de la Mansión X en un enfrentamiento con Mr. Siniestro, a quien reconocieron como el verdadero villano. Siniestro reveló una larga historia de injerencias en la vida de Cíclope, y este, con una ráfaga óptica de gran alcance, al parecer destruyó a Siniestro, dejando sólo un esqueleto.
Scott se reunió con su hijo Nathan Christopher al final del Infierno, y Jean, después de haber reabsorbido su esencia perdida, heredó los sentimientos maternales de Madelyna hacia el niño. Tiempo después, Nathan Christopher fue secuestrado por Apocalipsis, quién al ver la amenaza potencial en el niño, le infectó con un virus tecno-orgánico. El niño fue salvado por los Askani y llevado 2.000 años al futuro para ser curado. Más tarde, regresaría convertido en el guerrero llamado Cable.

### ¿Regreso?
Madelyne misteriosamente reapareció muchos años después amnésica a Nate Grey (X-Man), "el hijo genético" de Scott Summers y Jean Grey de la realidad alternativa conocida como la Era de Apocalipsis. Bajo la tutela de Selene, la Reina Negra, Madelyne sirvió como "Torre Negra" del Club Fuego Infernal. Sus recuerdos fueron restaurados por Sage (Tessa), y quiso reunirse con su hijo, Cable, en una difícil tregua.
Más tarde se reveló que Madelyne era una "mentira psíquica", inconscientemente resucitada por Nate Grey y sus poderes psiónicos. Los dos serían compañeros hasta que Madelyne desapareció. Cíclope y Cable se encontraron a su "fantasma psiónico" en el plano astral, aparentemente despojado de todos sus poderes. Pero esta Madelyne era en realidad una impostora, una Jean Grey de otra realidad alternativa.

### Reina Roja y la Hermandad de mutantes diabólicas
Recientemente, Madelyne reapareció como una misteriosa mujer llamada la "Reina Roja". Ella estuvo manipulando al mutante Empath (Manuel Alfonso Rodrigo de La Rocha) y a un llamado "Culto del Fuego Infernal". Cuando los X-Men localizaron y entraron en la guarida del Culto, Reina Roja escapó sin ser vista. Más tarde, se presenta como la pareja actual de Cíclope, Emma Frost, y lo seduce en un encuentro sexual. Más tarde, Cíclope se sorprende al ver a una mujer conocida que lo observaba desde la distancia, pero que se pierde en medio de una multitud. Cíclope le dice a Emma que la mujer que vio fue a Madelyne. La Reina Roja se presenta en Madripoor, donde reúne a una nueva Hermandad de mutantes diabólicos femenina (Sisterhood of Evil Mutants). Las reclutadas son Mastermind II, su hermana, Lady Mastermind, Espiral, Chimera y Lady Deathstrike.
La Reina Roja incluye una oferta especial a todas las reclutas de su Hermandad: como recompensa por haber aceptado reunirse, a cada uno se le promete la resurrección de una persona fallecida de su elección. Cada mujer se une a la Reina Roja por sus propias razones particulares, aunque algunas parecen tomar muy en serio su promesa.
Más tarde, la Reina Roja y de la Hermandad realizan un procedimiento que reúne a la x-man cautiva Psylocke y a su "doble", la fallecida Revanche (Kwannon). El ritual reconstituye el cuerpo original de Psylocke y su mente se trasplanta en el mismo. Los X-Men obligan a la Hermandad (que incluye a una "lavada de cerebro" Psylocke) a retirarse. La batalla es sólo una distracción, mientras que Madelyne roba un mechón de pelo de Jean Grey. Madelyne utiliza la muestra de cabello para localizar la tumba de Grey, y luego intenta repetir el ritual realizado en Psylocke y Revanche con su cadáver. Sin embargo, Cíclope había dispuesto que el cuerpo de Grey fuera sustituido por otra persona, y provoca que Madelyne se encierre en un cuerpo falso. Su destino final es desconocido.

### Avengers vs. X-Men
Mr. Siniestro ha creado un grupo de seis clones de Madelyne Pryor con el fin de despojar de sus energías a la Fuerza Fénix del Fénix-Five (que consiste de Coloso, Cíclope, Emma Frost, Magik y Namor). A diferencia de la Madelyne original, ninguna de las seis clones parece tener la oportunidad de mostrar indicios de personalidades individuales o de voluntad libre. Los clones de Madelyne Pryor se unieron a Mr. Siniestro en la lucha contra el Fénix-Five y lograron derrotar a cada uno, uno por uno. También fueron capaces de alterar parte de la energía de la Fuerza Fénix, pero todas ellas fueron inmediatamente asesinadas por la propia entidad.
.

## Poderes
Como un clon de Jean Grey, Madelyne Pryor también poseía habilidades mutantes de telequinesis y telepatía. Estos poderes se mantuvieron latentes, mientras ella creía que era un ser humano, pero más tarde se manifestaron en formas que Jean nunca tuvo. Como la Goblin Queen, sus poderes mutantes se mejoraron de forma mística por magia demoníaca hasta el punto en el que podía deformar la realidad dentro de un área determinada.
Como Anodyne, Madelyne poseía la habilidad de usar la magia Asgardiana que se manifestó como llamas sobrenaturales y el poder de sanar y curar.
Madelyne también ha desarrollado poderes que no posee Jean: ella era capaz de teletransportarse a largas distancias dentro y fuera del plano astral.
Como la Reina Roja, Madelyne es una entidad no corpórea.

## En otros medios

### Televisión
- Madelyne Pryor fue aludida en la serie de televisión animada X-Men. En el episodio "Time Fugitives", Jean Grey lee la mente de Cable, mostrando visiones que incluyen una unión entre Scott Summers y una mujer pelirroja. Jean menciona que Cable es importante para el futuro de Jean y Cíclope. Al investigar los poderes y habilidades de los X-Men, Cable menciona su propia computadora sabiendo todo sobre Cíclope y Jean, dejando la identidad ambigua en cuanto a si la mujer es Jean o Madelyne.
- Madelyne Pryor / Reina Duende aparece en X-Men '97, con la voz de Jennifer Hale.[22]

### Cine
- Una referencia de huevo de Pascua a Madelyne Pryor está hecha en Deadpool 2 con un camión de helados etiquetado como "Pryor's Treats".

### Videojuegos
- El disfraz Reina Duende de Madeline Pryor está disponible en la versión para PC de Marvel: Ultimate Alliance como uno de los muchos disfraces personalizados de Jean Grey.
- Madelyne Pryor (en su disfraz de Hellfire Club Black Rook) aparece como el último villano en la misión de Rachel Grey ambientada en el juego móvil X-Men: Battle of the Atom.